# Brignolizomus woodwardi
Espèce
Synonymes
- Apozomus woodwardi Harvey, 1992

Brignolizomus woodwardi est une espèce de schizomides de la famille des Hubbardiidae.

## Distribution
Cette espèce est endémique du Queensland en Australie,. Elle se rencontre vers Brisbane.

## Description
La femelle holotype mesure 4,35 mm et le mâle paratype 4,10 mm.

## Étymologie
Cette espèce est nommée en l'honneur de Thomas E. Woodward.

## Publication originale
- Harvey, 1992 : The Schizomida (Chelicerata) of Australia. Invertebrate Taxonomy, vol. 6, no 1, p. 77-129.